# Пейн, Фредерик Джордж
Фредерик Джордж Пейн (англ. Frederick George Payne; 1904—1978) — американский политик-республиканец, 60-й губернатор штата Мэн. Также с 1953 по 1959 год представлял свой штат в Сенате.

## Молодость
Пейн родился в Льюистоне, Мэн. Ребёнком работал разносчиком газет, клерком в бакалее и швейцаром в театре. Потом он учился в Школе Бухгалтерского учёта и Финансов в Бостоне, Массачусетс, к 1925 году получив высшее образование.

## Ранняя деловая и политическая карьера
К началу 1930-х годов Пейн работал финансовым менеджером и главным казначеем в Maine & New Hampshire Theaters Company, которая управляла 132 кинотеатрами в Новой Англии. B 1935 году был избран на пост мэра Огасты (до 1941). На губернаторских выборах выставил свою кандидатуру, но проиграл Самнеру Сьюолу, который после вступления в должность назначил Пейна специальным уполномоченным по финансам штата Мэн. В 1942 ушёл в отставку для того, чтобы вступить в ВВС и отправится воевать на Вторую мировую войну. В 1945 году имел чин подполковника. После увольнения со службы работал в Waldoboro Garage Company с 1945 по 1949 год.

## Губернатор Мэна
На выборах 1948 года Фредерик Пейн был избран губернатором Мэна. За него было отдано 66 % голосов избирателей, а за его соперника-демократа, мэра Биддефорда Луиса Лосира 34 %. Переизбран в 1950 году, победив демократа Эрла Гранта, набрав 61 % голосов. Губернаторство Пейна отмечено повышением налога с продаж на 2 %, расширением комиссии развития Мэна, учреждением программы модернизации шоссе.
Второй срок Пейна был омрачён обвинениями во взяточничестве. Вскоре они были сняты.

## Сенатор
В 1952 году Пэйн был избран в федеральный Сенат. На праймериз он победил Оуэна Брюстера, а на всеобщих выборах Роджера Дьюба.
Как сенатор активно выступал за запрет продажи ножей в выкидными лезвиями, так как полагал, что это сократит число молодёжных банд. После обсуждений в Сенате закон в 1958 году был принят. Через некоторое время уже были заметны его результаты: число банд, наоборот, возросло, а выкидные ножи заменились огнестрельным оружием.
В 1958 году Пейн собирался переизбраться, но был побеждён демократом Эдмундом Маски.
Умер 15 июня 1978 года в Уолдоборо, Мэн.